# Barranc de l'Horteta
El barranc de l'Horteta és un curs d'aigua estacional de la província de València, afluent del barranc de Xiva.

## Situació
Segons les fonts, neix a 340 msnm en el sud-est del terme de Godelleta o a 320 msnm al terme de Torís. Aquesta segona versió pren com a origen el barranc de Cortixelles.

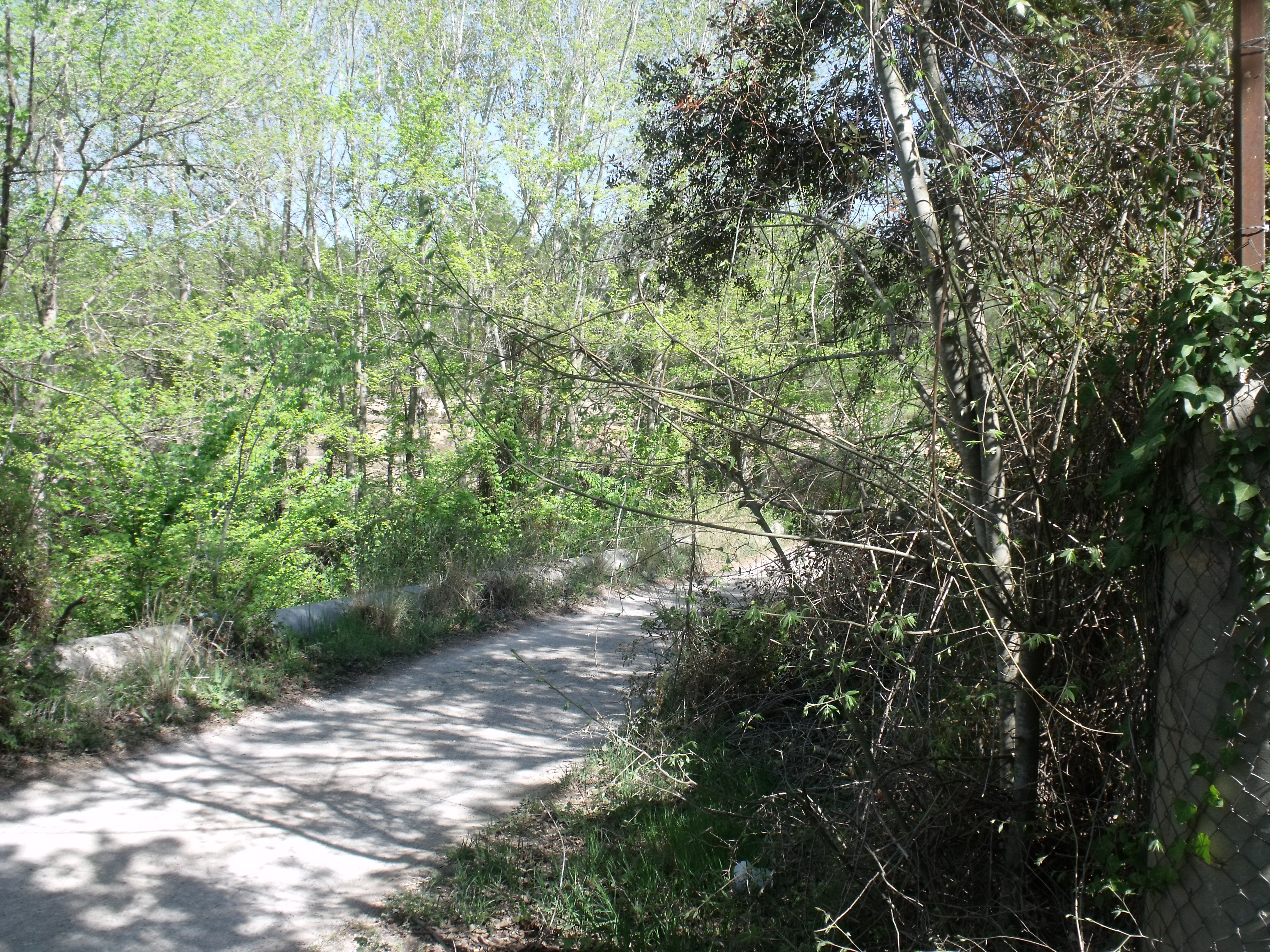
El barranc de Cortixelles és, segons la versió que s'adopte, l'origen o el principal afluent del barranc de l'Horteta.

La seua superfície de drenatge és de 74 km² fins al pantà de Torrent.Envolta la serra Perenxisa per la seua banda meridional. Els seus afluents principals són els barrancs dels Gils i de Canyes. El seu curs recorre els termes de Godelleta i de Torrent, on desemboca per la dreta en el barranc de Poio.

## Ús humà
El barranc de l'Horteta va ser al llarg de la història una de les principals fonts de subministrament d'aigua per a Torrent, tant per al consum dels seus habitants com per al reg. L'aprofitament de les seues aigües té els seus antecedents en els primers assentaments humans documentats de l'Edat del Bronze (el Puntal de l'Albaida, els Garravaques i la Llometa de l'Espart) i d'època ibera (la Lloma del Clot del Bailón). El regadiu de l'Horteta i la séquia de les Fonts pròpiament dit s'origina amb els primers assentaments romans de la Masia del Jutge, dels segles primer a quart de la nostra era, i de Sant Gregori.
La xarxa de regadiu del barranc de l'Horteta tenia una longitud de 21 km i s'estructurava en dos sistemes, el primer format per dos subsistemes que cobrien les terres agrícoles de l'Horteta de Dalt i de Baix, i un segon denominat Séquia de les Fonts (séquia de les Fonts). Aquest mil·lenari sistema de regs va continuar en funcionament fins als 1970, quan la sobreexplotació dels aqüífers per l'ús de motors d'elevació va produir un descens del nivell freàtic que va fer que les fonts que donaven nom a part del sistema quedaren sense subministrament. No obstant això es conserven la xarxa de preses, basses i séquies. És d'assenyalar que en l'edat mitjana gran part del territori subministrat per aquesta xarxa pertanyia a la Baronia de Xiva, passant a formar part del terme de Torrent per la Real Ordre de 26 de març de 1867.

## El reg mil·lenari del barranc de l'Horteta

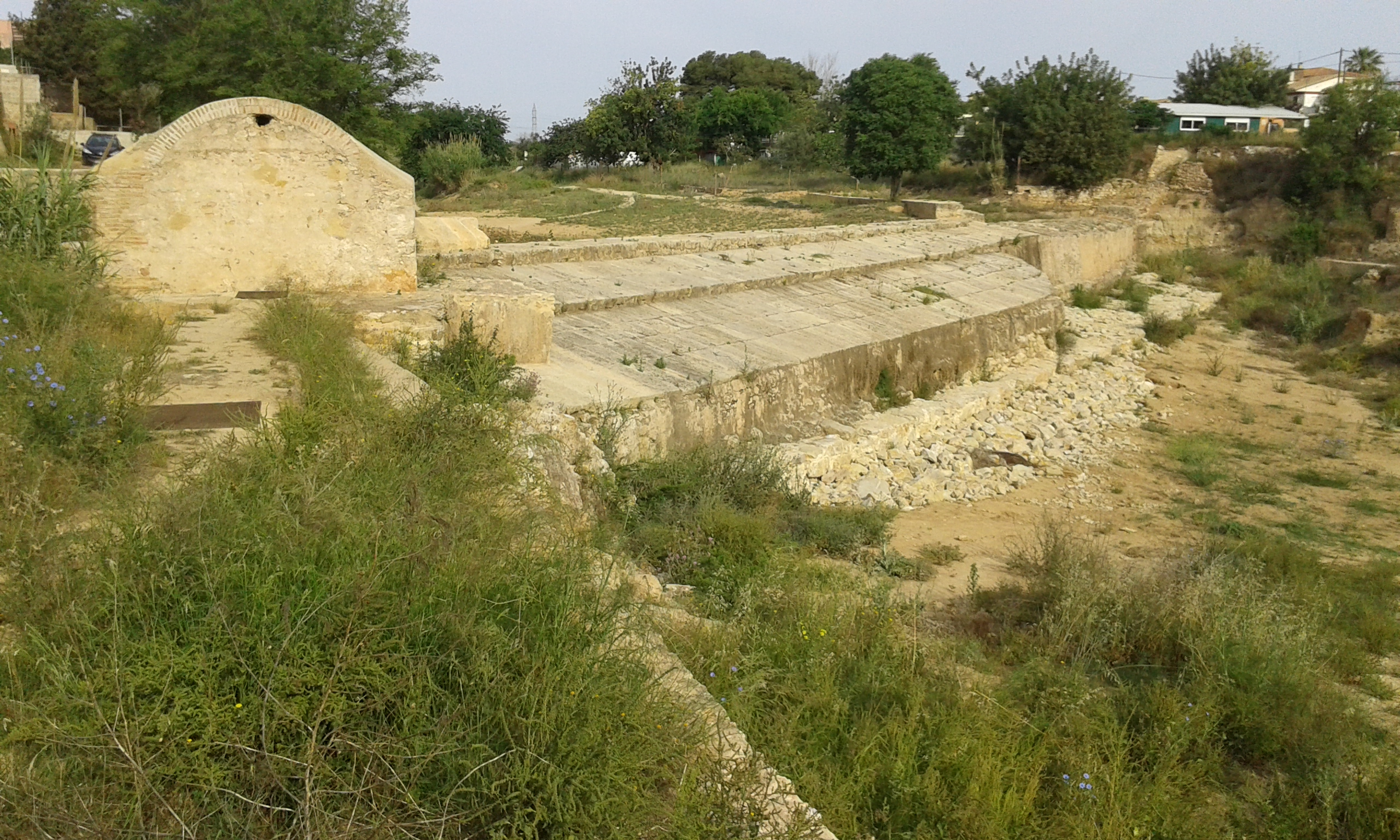
Assut del Pantà de Torrent

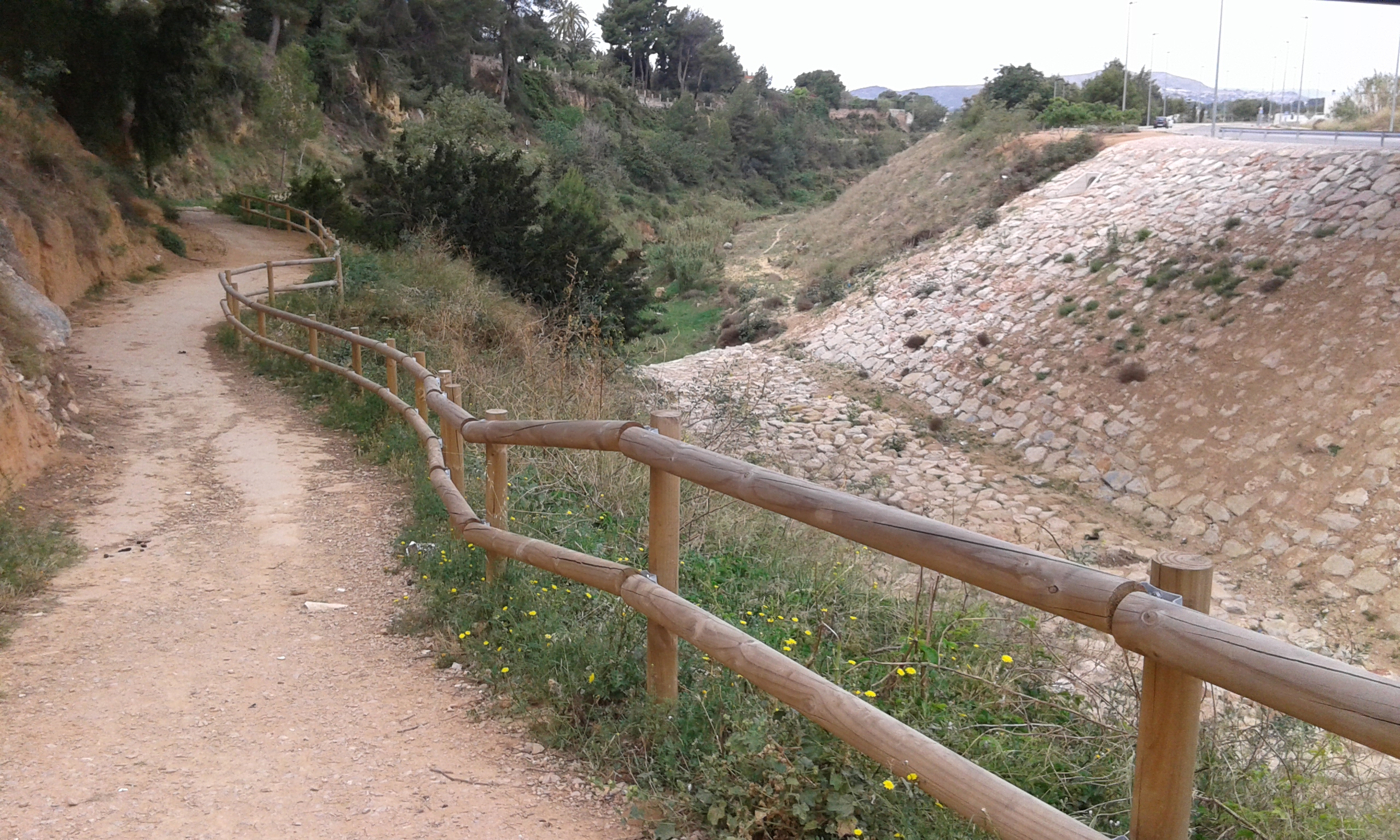
Vista del sender de reg Mil·lenari

L'any 2014 l'ajuntament de Torrent va dissenyar la ruta del reg mil·lenari del barranc de l'Horteta per donar a conèixer el patrimoni hidràulic, natural i etnogràfic del propi barranc.

### Itinerari
Eixint des del carrer de Sant Lluís Bertran de Torrent aigües amunt es poden visitar moltes de les infraestructures hidràuliques que han arribat del passat romà, musulmà i cristià, entre elles l'antiga font i mina del Xorro, o l'assut del Pantà de Torrent que recollia l'aigua per a la séquia de les Fonts de Torrent, obra d'enginyeria hidràulica datada del període musulmà (s. VIII-XIII), amb posteriors intervencions als segles XVII- XVIII i la darrera reforma de l'any 1842. També passa per l'antiga platja i els berenadors del segle xx, la font i la mina de Sant Lluís Bertran, font que aportava de forma principal les aigües al Pantà i la séquia de les Fonts que portà l'any 1894 l'aigua potable a Torrent.

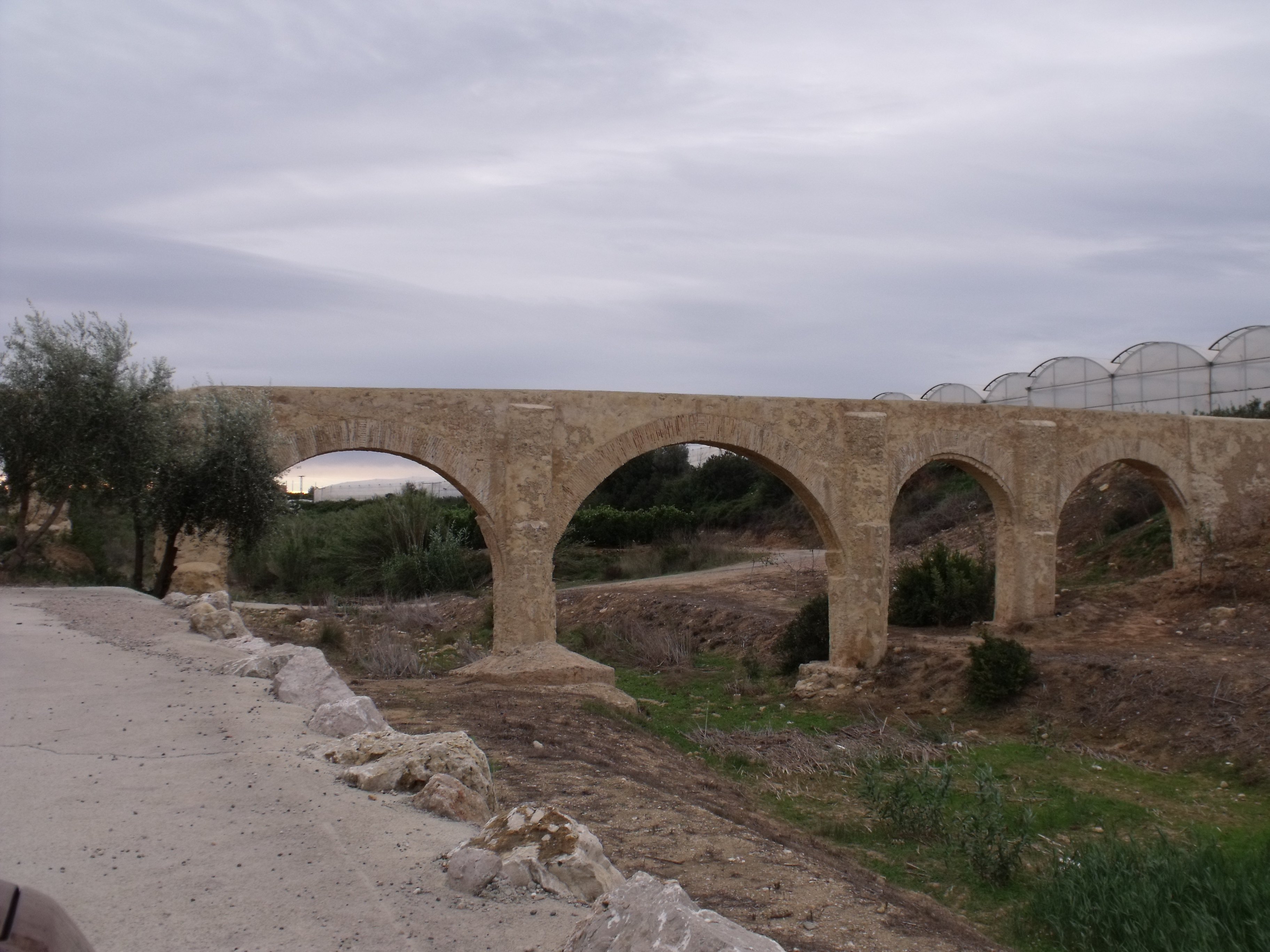
Antic aqüeducte dels Arquets de Baix, sobre el barranc de l'Horteta (2012).

A prop del Mas del Jutge hi ha restes arqueològiques romanes, i més a munt els arquets de Dalt i els de Baix que portaven l'aigua a les hortes pròximes de la serra Perenxisa. Es pot observar també la séquia de l'Horteta, excavada en terra, i així com l'arquet de l'Horteta, o l'assut de Manyet. Aigües amunt trobarem la font de la Teula, la font i el Clot de Bailon i l'assut de Manyet, passant per la microreserva de la fauna.
Les espècies autòctones que podem trobar al llarg del barranc són les pròpies del bosc de ribera: canya, jonc, tamariu, murta, baladre, boga, esbarzer, etc. amb bosc mediterrani als extrems a la base de la serra Perenxisa (pi blanc, llentiscle, coscoll, margalló.

## Reserva de fauna
L'ordre de 23 de novembre de 2006 de la Conselleria de Territori i Habitatge de la Generalitat Valenciana va declarar la Reserva de fauna del Barranc de l'Horteta. Els límits de la reserva coincideixen exactament amb els del domini públic del barranc, des d'aigües a dalt de la confluència del barranc de la Bota fins a la Carrasquera. Comprén una superfície d'11,342 ha. Les espècies prioritàries són l'Unio elongatulus i l'Anodonta cygnea, ambdues conegudes localment com a petxinot o clòtxina de riu, la presència d'aquestes espècies és un bioindicador d'aigües netes.

## Voluntariat ambiental
Per primera vegada l'any 2015 Acció ecologista-Agró du al Clot de Bailon, ubicat en la Reserva de Fauna Silvestre del barranc de l'Horteta, el Projecte Emys, el major voluntariat ambiental del País Valencià, un programa de voluntariat ambiental centrat en la conservació de les tortugues d'estany europees, censant les poblacions i seguint-los el rastre. El treball dels voluntaris censa la població de tortugues, tant autòctones com exòtiques, en aquest paratge natural aquàtic on no actua el programa LIFE-Trachemys de la Conselleria d'Infraestructures, Territori i Medi Ambient per manca de mitjans humans.